# 国民革命军第八十六军
国民革命军第八十六军历史上3次组建。

## 黔军组建的第一个第八十六军
1937年抗日战争爆发后，黔军第二十五军第103师和第121师合编组建第八十六军：
- 军长何知重
- 第103师，师长何绍周
- 第121师，师长吴剑平（副军长兼）

1939年春，该军番号被撤消，第121师改隶国民革命军第九十四军，第103师转隶国民革命军第二军。

## 第2个第八十六军
1939年6月，在安徽徽州以湘军第七十军第16师、土木系第十八军第67师和预备第10师，组建第八十六军，国民政府军事委员会直属。
- 军长俞济时(国民革命军第二十集团军副总司令兼)、1939年12月冯圣法、1940年3月莫与硕、1942年7月方日英代理、1943年7月朱鼎卿
- 副军长冯圣法、莫与硕兼67师师长、唐云山
- 第16师，师长何平、曹振铎
- 第67师，师长莫与硕、陈颐鼎、杜道周、罗贤达
- 预备第10师，师长蒋超雄

参加了1939年冬季攻势作战、第二次长沙会战、皖南事变、浙赣会战、鄂西会战、常德会战、湘西会战等。
1940年初，该军隶属第三十二集团军，预备第10师改隶国民革命军第十军。1940年5月第79师（段茂霖）改隶第86军。1941年该军改隶第十集团军。1942年5月浙赣路会战中，军长莫与硕、第16师师长曹振铎因指挥不力被撤职。1942年7月第79师和第八十八军暂编第32师(黄权、阮齐)对调。
1943年7月该军改隶长江上游江防军建制，第16师与第七十五军第13师（靳力三）对调。
1945年6月23日该军裁撤，第13师改隶第六十六军，第67师改隶第三十军，暂编第32师裁减。

## 1946年组建的第3个第八十六军
1946年9月，整编第49师第26旅（张越群）、整编第88师新编第21旅（李少密）、整编第119旅（彭巩英）组成整编第86师，师长刘云瀚。为徐州绥靖公署的机动部队。1947年6月参加南麻战役，整119旅受重创。1948年2月新21旅在泰安被歼一个团。1948年6月豫东战役新21旅被全歼，后重建。
1948年7月，整编第86师调秦皇岛，称新编第五军，隶属东北剿总锦州指挥所：
- 军长：刘云瀚中将（黄埔七期工兵科，土木系第11师师长出身）
- 副军长：张越群、范玉书少将
- 参谋长裴治熔少将
- 第26师：原属第四十九军。1948年1月的东北1947年冬季战役中在新立屯被歼灭。师长张越群。
- 暂编第50师改编的第284师：师长罗先之，黄埔七期炮兵科，原为驻印军新编22师炮兵指挥官。
- 暂编第60师改编的第293师：1947年11月由辽阳县保安总队改编为暂编第60师，隶属第四十九军。师长陈膺华，黄埔八期步兵科，原为驻印军新22师66团团长。参谋长赵照。1948年7月改为。锦州战役开始前暂编第60师只有6,000人，守外围全师被歼。

1948年11月由秦皇岛调至天津，改称第八十六军，隶属华北剿匪总司令部：
- 军长刘云瀚
- 副军长范玉书
- 参谋长裴治熔
- 第26师，师长张越群
- 第284师（暂编第50师改编），师长罗先之
- 第293师（暂编第60师改编），师长陈膺华

该军在天津战役中被全歼，中将刘云瀚、少将副军长范玉书等被俘，该军番号撤消。